# 石倉未悠
石倉 未悠（いしくら みゆう、2002年12月26日 - ）は日本の女性モデル。ベンヌ所属。